# Libby Laneová
Elizabeth Jane Holden „Libby“ Laneová (* 1966 Wycombe Rural District, Buckinghamshire, Spojené království) je historicky první ženou, která se stala biskupkou anglikánské církve v Anglii. Do funkce byla jmenována v prosinci 2014, slavnostní biskupské svěcení pak obdržela 26. ledna 2015. Stala se biskupkou pro město Stockport v severozápadní Anglii. Od roku 2019 je pak sídelní biskupkou diecéze Derby.

## Život
Kněžské svěcení obdržela v roce 1994, tedy v prvním roce, kdy jej anglikánská církev v Anglii ženám povolila. Duchovní službu pak vykonávala ve městě Blackburn v hrabství Lancashire. Od dubna 2007 byla vikářkou v hrabství Cheshire.
Do funkce biskupky byla Libby Laneová jmenována v prosinci 2014. „Je to pro mne výjimečná událost a osobně se mi dostalo velké podpory, ale především se jedná o převratný okamžik v dějinách církve,“ uvedla při slavnostním vysvěcení, kterému v katedrále v Yorku přihlíželo přes tisíc lidí. V Anglii se o biskupském svěcení žen vedly dlouholeté vyostřené diskuse. Generální synod církve návrh schválil až napodruhé v červenci 2014. Při hlasování o dva roky dříve těsně neprošel. Ženy však tuto funkci již zastávají např. v USA, Kanadě nebo Austrálii.

## Osobní život
Libby Laneová je vdaná, její manžel je rovněž knězem, slouží jako kaplan na letišti v Manchesteru. Patří k prvním manželským párům, které byly vysvěceny společně. Mají spolu dvě děti. Libby Laneová se učí hrát na saxofon a fandí fotbalovému týmu Manchester United.